# 短毛海鳞虫
短毛海鳞虫（学名：Halosydna brevisetosa）为多鳞虫科海鳞虫属的动物。分布于阿拉斯加、加利福尼亚、日本，包括黄海等海域，多附着于船底附着的生物群落或大的龙介虫栖管中。